# Ondersoort
Een ondersoort is een taxonomische rang in de hiërarchische indeling van organismen. Een ondersoort staat in de taxonomie lager in rang dan een soort. Een soort kan uit verschillende ondersoorten bestaan die meestal niet in hetzelfde gebied voorkomen. 
Een geïsoleerde populatie van een soort, bijvoorbeeld op een eiland, of in een moeilijk bereikbaar bergdal, kan op termijn  evolueren naar een nieuwe ondersoort of zelfs een geheel nieuwe soort. Van een ondersoort is sprake als de populatie waarneembare genetische verschillen heeft met de 'moedersoort'.
Een ondersoort van een diersoort die dezelfde naam draagt als de soort, wordt de nominaat of nominaatondersoort genoemd. De nominaat is herkenbaar aan de herhaling van de soortnaam. Zo is Motacilla alba alba de nominaatondersoort van de witte kwikstaart, Motacilla alba.
De aanduiding nothosubspecies, afgekort nsubsp. of nothossp., is een begrip uit de plantkunde. Het wordt gebruikt voor een ondersoort die een bastaard is. Nothus is het Latijn voor bastaard, een nothospecies is een bastaard op soortniveau. Sommige van deze bastaarden komen veel voor en dan is een aparte naam handiger dan de naam van beide ouders te gebruiken, wat in andere gevallen wordt gedaan. 
De rang ondersoort komt zowel in de botanische nomenclatuur als in de zoölogische nomenclatuur voor. Rang in de plantkunde en rang in de zoölogie komen dus niet altijd overeen. Een naam krijgt daarin in drie delen. Bij planten wordt in de binominale nomenclatuur een driedelige naam bijvoorbeeld een infraspecifieke naam, voorheen een ternaire naam, genoemd en bij dieren een trinomen.